# 曾景祥
曾景祥（英語：Kinson Tsang King Cheung，1957年12月17日—2017年9月7日），香港知名電影音效師，傳真製作有限公司（MBS）的創辦人。曾氏曾榮獲8次香港電影金像獎最佳音響效果、5次台灣金馬獎最佳音效獎、2次香港電影金紫荊獎最佳音效獎、2次伊朗國際電影節最佳音響效果獎及1次亞太影展最佳音響效果獎多個殊榮。1997年，曾景祥憑《宋家皇朝》獲得第一個台灣金馬獎最佳音效獎項，兩年後，於2000年亦憑《紫雨風暴》獲得en第一個香港電影金像獎最佳音響效果獎項。

## 生平
曾景祥早年曾就讀香港培英中學（1975年中五）及嘉諾撒聖瑪利書院（中六預科），為後者少數的女校男生。他後來到加拿大入讀位於魁北克市的Dawson College，於1980年畢業於加拿大溫尼伯大學。大學畢業後，加入香港電視廣播有限公司 (HKTVB)，擔任清水灣電視城督導工程師，亦曾擔任星空傳媒技術委員會和香港會議展覽中心廣播設施顧問。曾景祥及後於1989年成立香港首間數碼聲軌錄音室「傳真製作有限公司」（Media Business Services， Ltd.），主要為香港電視廣告和電影進行後期製作、演唱會燈光音響、音樂唱片製作、現場錄音等，並為多間外國著名卡通動畫製作公司如華特迪士尼影業、夢工場、環球影業、派拉蒙影業等進行混音及監督。曾氏為了提升電影聲效之水平，積極將杜比(Dolby)和DTS技術引進香港。自此，各大香港電影公司均採用此制式。另外，曾氏曾獲得杜比實驗室認可證，可以處理和製作杜比數碼電影聲軌編碼，同時亦令其數碼聲軌錄音室成為香港首間DTS認可的錄音室，能夠進行DTS編碼及量印。
在曾景祥負責的作品中，《精武風雲．陳真》是全球首部採用杜比7.1環繞立體聲技術製作的華語電影。其後，他的公司更成為香港首間提供杜比杜比全景聲技術(Dolby Atmos)及可提供Dolby Atmos、Auro-3D以及DTS:X技術的錄音室。
曾景祥於2017年9月7日下午因不敵癌魔而逝世，享年59歲。

## 獎項

### 香港電影金像獎
| 年份 | 頒獎典禮             | 獎項         | 電影              | 結果 |
| ---- | -------------------- | ------------ | ----------------- | ---- |
| 1998 | 第17屆香港電影金像獎 | 最佳音響效果 | 宋家皇朝          | 提名 |
| 1999 | 第18屆香港電影金像獎 | 最佳音響效果 | 玻璃之城          | 提名 |
| 1999 | 第18屆香港電影金像獎 | 最佳音響效果 | 幻影特攻          | 提名 |
| 2000 | 第19屆香港電影金像獎 | 最佳音響效果 | 紫雨風暴          | 獲獎 |
| 2000 | 第19屆香港電影金像獎 | 最佳音響效果 | 中華英雄          | 提名 |
| 2000 | 第19屆香港電影金像獎 | 最佳音響效果 | 特警新人類        | 提名 |
| 2001 | 第20屆香港電影金像獎 | 最佳音響效果 | 特警新人類2       | 提名 |
| 2001 | 第20屆香港電影金像獎 | 最佳音響效果 | 鎗王              | 提名 |
| 2002 | 第21屆香港電影金像獎 | 最佳音響效果 | 少林足球          | 獲獎 |
| 2002 | 第21屆香港電影金像獎 | 最佳音響效果 | 特務迷城          | 提名 |
| 2002 | 第21屆香港電影金像獎 | 最佳音響效果 | 北京樂與路        | 提名 |
| 2003 | 第22屆香港電影金像獎 | 最佳音響效果 | 異度空間          | 提名 |
| 2003 | 第22屆香港電影金像獎 | 最佳音響效果 | 無間道            | 提名 |
| 2004 | 第23屆香港電影金像獎 | 最佳音響效果 | 千機變            | 獲獎 |
| 2004 | 第23屆香港電影金像獎 | 最佳音響效果 | 無間道II          | 提名 |
| 2004 | 第23屆香港電影金像獎 | 最佳音響效果 | 無間道III終極無間 | 提名 |
| 2005 | 第24屆香港電影金像獎 | 最佳音響效果 | 新警察故事        | 提名 |
| 2005 | 第24屆香港電影金像獎 | 最佳音響效果 | 救命              | 提名 |
| 2006 | 第25屆香港電影金像獎 | 最佳音響效果 | 頭文字D           | 獲獎 |
| 2006 | 第25屆香港電影金像獎 | 最佳音響效果 | 情癲大聖          | 提名 |
| 2006 | 第25屆香港電影金像獎 | 最佳音響效果 | 如果·愛           | 提名 |
| 2008 | 第27屆香港電影金像獎 | 最佳音響效果 | 門徒              | 提名 |
| 2009 | 第28屆香港電影金像獎 | 最佳音響效果 | 畫皮              | 提名 |
| 2009 | 第28屆香港電影金像獎 | 最佳音響效果 | 葉問              | 提名 |
| 2010 | 第29屆香港電影金像獎 | 最佳音響效果 | 十月圍城          | 提名 |
| 2011 | 第30屆香港電影金像獎 | 最佳音響效果 | 葉問2             | 提名 |
| 2011 | 第30屆香港電影金像獎 | 最佳音響效果 | 精武風雲·陳真     | 提名 |
| 2011 | 第30屆香港電影金像獎 | 最佳音響效果 | 綫人              | 提名 |
| 2012 | 第31屆香港電影金像獎 | 最佳音響效果 | 竊聽風雲2         | 提名 |
| 2013 | 第32屆香港電影金像獎 | 最佳音響效果 | 寒戰              | 獲獎 |
| 2013 | 第32屆香港電影金像獎 | 最佳音響效果 | 血滴子            | 提名 |
| 2013 | 第32屆香港電影金像獎 | 最佳音響效果 | 逆戰              | 提名 |
| 2014 | 第33屆香港電影金像獎 | 最佳音響效果 | 狄仁傑之神都龍王  | 提名 |
| 2015 | 第34屆香港電影金像獎 | 最佳音響效果 | 一個人的武林      | 提名 |
| 2015 | 第34屆香港電影金像獎 | 最佳音響效果 | 黃飛鴻之英雄有夢  | 提名 |
| 2015 | 第34屆香港電影金像獎 | 最佳音響效果 | 竊聽風雲3         | 提名 |
| 2016 | 第35屆香港電影金像獎 | 最佳音響效果 | 智取威虎山        | 獲獎 |
| 2016 | 第35屆香港電影金像獎 | 最佳音響效果 | 捉妖記            | 提名 |
| 2016 | 第35屆香港電影金像獎 | 最佳音響效果 | 陀地驅魔人        | 提名 |
| 2016 | 第35屆香港電影金像獎 | 最佳音響效果 | 葉問3             | 提名 |
| 2017 | 第36屆香港電影金像獎 | 最佳音響效果 | 寒戰2             | 獲獎 |
| 2017 | 第36屆香港電影金像獎 | 最佳音響效果 | 三少爺的劍        | 提名 |
| 2018 | 第37屆香港電影金像獎 | 最佳音響效果 | 殺破狼·貪狼       | 獲獎 |
| 2018 | 第37屆香港電影金像獎 | 最佳音響效果 | 西遊伏妖篇        | 提名 |

### 台灣電影金馬獎
| 年份 | 頒獎典禮     | 獎項         | 電影           | 結果 |
| ---- | ------------ | ------------ | -------------- | ---- |
| 1995 | 第32屆金馬獎 | 最佳視覺效果 | 烈火戰車       | 提名 |
| 1997 | 第34屆金馬獎 | 最佳音效     | 宋家皇朝       | 獲獎 |
| 1998 | 第35屆金馬獎 | 最佳音效     | 玻璃之城       | 獲獎 |
| 1998 | 第35屆金馬獎 | 最佳音效     | 風雲：雄霸天下 | 提名 |
| 1999 | 第36屆金馬獎 | 最佳音效     | 紫雨風暴       | 獲獎 |
| 2000 | 第37屆金馬獎 | 最佳音效     | 鎗王           | 提名 |
| 2003 | 第40屆金馬獎 | 最佳音效     | 無間道         | 獲獎 |
| 2004 | 第41屆金馬獎 | 最佳音效     | 新警察故事     | 提名 |
| 2005 | 第42屆金馬獎 | 最佳音效     | 頭文字D        | 提名 |
| 2006 | 第43屆金馬獎 | 最佳音效     | 如果·愛        | 提名 |
| 2007 | 第44屆金馬獎 | 最佳音效     | 傷城           | 提名 |
| 2011 | 第48屆金馬獎 | 最佳音效     | 竊聽風雲2      | 提名 |
| 2012 | 第49屆金馬獎 | 最佳音效     | 大追捕         | 獲獎 |
| 2014 | 第51屆金馬獎 | 最佳音效     | 掃毒           | 提名 |
| 2015 | 第52屆金馬獎 | 最佳音效     | 捉妖記         | 提名 |

### 香港電影金紫荊獎
| 年份 | 頒獎典禮               | 獎項         | 電影    | 結果 |
| ---- | ---------------------- | ------------ | ------- | ---- |
| 2006 | 第11屆香港電影金紫荊獎 | 最佳音響效果 | 頭文字D | 獲獎 |
| 2007 | 第12屆香港電影金紫荊獎 | 最佳音響效果 | 傷城    | 獲獎 |

### 伊朗國際電影節
| 年份 | 頒獎典禮             | 獎項         | 電影                   | 結果 |
| ---- | -------------------- | ------------ | ---------------------- | ---- |
| 2010 | 第28屆伊朗國際電影節 | 最佳音響效果 | The Kingdom Of Solomon | 獲獎 |
| 2014 | 第32屆伊朗國際電影節 | 最佳音響效果 | The Che                | 獲獎 |

### 亞太影展
| 年份 | 頒獎典禮       | 獎項         | 電影   | 結果 |
| ---- | -------------- | ------------ | ------ | ---- |
| 2003 | 第48屆亞太影展 | 最佳音響效果 | 無間道 | 獲獎 |

## 外部連結
- HKFilmart 曾景祥